# نریمان تپه
نریمان تپه مربوط به دوران پیش از تاریخ ایران باستان تا دوران‌های تاریخی پس از اسلام است و در شهرستان گرگان، بخش مرکزی، روستای قرق واقع شده و این اثر در تاریخ ۱۰ بهمن ۱۳۸۳ با شمارهٔ ثبت ۱۱۲۶۷ به‌عنوان یکی از آثار ملی ایران به ثبت رسیده است.